# Modicella malleola
Modicella malleola är en svampart som först beskrevs av Harkn., och fick sitt nu gällande namn av Gerd. & Trappe 1974. Modicella malleola ingår i släktet Modicella och familjen Mortierellaceae.   Inga underarter finns listade i Catalogue of Life.